# モニカ・フェドゥショウ
モニカ・フェドゥショウ（Monika Fedusio、1999年11月6日 - ）は、ポーランドの女子バレーボール選手。ポジションはアウトサイドヒッター。ポーランド代表。

## 来歴
- クラブチーム

ギジツコ出身。ジュニアのクラブを経て、2016年、アトム・トレフル・ソポトに入団。2017年7月、KS Pałac Bydgoszczへの移籍が発表され、3年間プレーした。2020年6月、Grot Budowlani Łódźへ加入し、2022/23シーズンはタウロンリーガで3位となり、自身はMVPを受賞した。2023年7月、グルパ・アゾティ・チェミック・ポリツェへの移籍が発表され、2023/24シーズンのタウロンリーガで優勝を果たした。2024年7月、KSディヴェロプレス・ジェシュフへの移籍が発表された。
- 代表チーム

アンダーカテゴリーの代表として、2015年、U-19世界選手権に出場。2021年、シニア代表に初選出され、同年の欧州選手権に出場した。2022年、地元開催された世界選手権に出場し7位となった。2023年、ネーションズリーグで銅メダルを獲得した。

## 球歴
- 世界選手権 - 2022年
- オリンピック予選 - 2023年
- 欧州選手権 - 2021年、2023年
- ネーションズリーグ - 2021年、2022年、2023年、2024年

## 所属クラブ
- SMS PZPS Szczyrk（2015-2016年）
- アトム・トレフル・ソポト（2016-2017年）
- KS Pałac Bydgoszcz（2017-2020年）
- ブドフラニ・ウッチ（2020-2023年）
- グルパ・アゾティ・チェミック・ポリツェ（2023-2024年）
- KSディヴェロプレス・ジェシュフ（2024-）